# Bernhard Müller-Hahl
Bernhard Müller-Hahl (* 31. März 1918 in Erpfting; † 17. März 1985 in Kaufering) war ein deutscher Politiker (CSU).

## Werdegang
Müller-Hahl besuchte die Volks- und Oberschule in Landsberg am Lech und stieg 1936 in den Staatsdienst ein, für den er in den Landratsämtern in Weilheim, Donauwörth und Bad Aibling tätig war. 1939 legte er die Prüfung für den gehobenen Staatsverwaltungsdienst ab, wenig später wurde er in den Kriegsdienst eingezogen, unter anderem bei der 1. und 4. Gebirgsdivision als Bataillonsführer. Er wurde dabei fünfmal verwundet, erhielt aber auch höchste Auszeichnungen. 1945 war er Gründungsmitglied der CSU und der Jungen Union in Landsberg am Lech. Er war in der Funktion des Gemeindereferenten beim Landratsamt am Wiederaufbau beteiligt, ferner gehörte er einigen Vorständen von Sport- und Kulturvereinen an. 1952 zog er in den Kreistag und den Kreisausschuss ein. 1958 wurde er erstmals zum Landrat des Landkreises Landsberg am Lech gewählt und blieb bis 1984 im Amt. 1966 wurde er im Stimmkreis Landsberg-Stadt und -Land direkt in den Bayerischen Landtag gewählt, dem er eine Wahlperiode lang bis 1970 angehörte.

## Heraldisches Schaffen
Bernhard Müller-Hahl war Schöpfer einiger, meist bayerischer Kommunalwappen aus seiner Umgebung, wie z. B. die Wappen von Greifenberg, Weil, Penzing oder Rieden am Ammersee.

## Veröffentlichungen
Herausgeber: Heimatbuch für den Landkreis Landsberg am Lech mit Stadt und allen Gemeinden. 2. überarbeitete Auflage, Landkreis Landsberg am Lech, Landsberg 1982, DNB 830030832. (Zwischen Lech und Ammersee 1, ZDB-ID 2295702-9).